# Dietrich Laabs
Dietrich Laabs († 30. November 2023) war ein deutscher Basketballtrainer und -nationalspieler.

## Leben
Laabs spielte in den 1950er Jahren unter Trainer Friedrich Mahlo für die Basketball-Mannschaft der HSG Wissenschaft HU Berlin, der von 1953 bis 1961 alle Meistertitel in der Deutschen Demokratischen Republik gewann. Er bestritt sechs Länderspiele für die DDR-Nationalmannschaft. Ab Mai 1953 war Laabs zudem als Trainer in Berlin tätig, darüber hinaus leitete er Spiele als Schiedsrichter. Von 1956 bis 1969 sowie in den Jahren 1971 und 1972 war Laabs Trainer der Damen-Nationalmannschaft der DDR. Unter seiner Leitung gehörte die weibliche DDR-Auswahl zu den besten Nationalmannschaften der Welt, bei der Europameisterschaft 1966 führte Laabs, dessen Frau Inge Nationalspielerin war, die DDR-Damen zur Bronzemedaille. Die Mannschaft der Bundesrepublik Deutschland wurde dabei im Turnierverlauf mit 105:51 bezwungen. Im Halbfinale mussten sich Laabs’ Schützlinge der Sowjetunion mit 69:93 beugen, ehe im Spiel um den dritten Platz Gastgeber Rumänien 65:60 besiegt wurde. Im Frühjahr 1967 wurden die DDR-Damen unter Laabs als Trainer dann Vierter bei der Weltmeisterschaft in der Tschechoslowakei und erreichten ebenfalls den vierten Rang bei der Europameisterschaft 1968 in Italien. Als Auszeichnung für seine Tätigkeiten wurde Laabs als „Verdienter Meister des Sports im Deutschen Turn- und Sportbund“ geehrt.
Laabs ist Verfasser des Buches „Basketball – Übungssammlung für den Übungs-, Trainings-, und Wettkampfbetrieb, Taktik der Verteidigung“, welches 1983 erschien.
Beim Kongress des Basketball-Weltverbandes FIBA im August 1990 in Buenos Aires wurde Laabs in den Ausschuss für Damenbasketball gewählt. In der Übergangszeit nach der Wende arbeitete Laabs in Ausschüssen an der Überführung des DDR-Basketballs in das System des Deutschen Basketball-Bundes mit. Er betreute die Mannschaft der Humboldt-Universität in ihrer ersten Saison in der Damen-Bundesliga 1991/92 als Trainer und war ebenfalls Vereinsvorsitzender der HSG Humboldt-Universität. Beim HSG-Nachfolgeverein Wemex Berlin war er Jugendwart und Vorstandsmitglied. Beim BBC Berlin, der Wemex nachfolgte, hatte Laabs das Amt des Vorsitzenden inne. Als die BBC-Frauen in der 2. Bundesliga spielten, wurden diese von Laabs' Ehefrau Inge als Trainerin betreut, Dietrich Laabs war ihr Assistenztrainer. Das Ehepaar brachte sich auch in die Arbeit des Vereins Berlin Baskets ein, in dem der BBC 2007 aufgegangen war.
2007 wurde Laabs im Rahmen des Projekts „Teamwork“ für seine ehrenamtliche Arbeit im Basketball ausgezeichnet. Er starb im Alter von 93 Jahren.